# ナツノウナギツカミ
ナツノウナギツカミ（夏の鰻攫、Persicaria dichotoma、シノニム：Polygonum dichotoma）とは、タデ科イヌタデ属の草本。別名リュウキュウヤノネグサ。タデ属（Polygonum）に含められることもある。

## 分布
日本では南西諸島の種子島、中之島、奄美大島、徳之島、沖永良部島、沖縄諸島及び八重山諸島に、日本国外では台湾、インド及びマレーシアに分布する。種子島が分布の北限。湿地に生育する。Mani (2011) によれば分布する国の内訳はインド（アッサム州、カルナータカ州、タミル・ナードゥ州、マディヤ・プラデーシュ州、マハーラーシュトラ州、メーガーラヤ州）、オーストラリア（クイーンズランド州）、シンガポール、スリランカ、タイ、中華人民共和国（広東省、福建省）、バングラデシュ、ベトナム、ラオスとされている。
日本では湿地等の開発により自生地が減少している。

### 特徴
一年草で、高さ20-50cm。茎は四角形で、基部は匍匐し、上部は斜上する。また、茎には逆刺を付ける。葉は互生、長楕円状倒披針形で、長さ5～10cm、先端は尖り、基部は矛形。また葉縁に剛毛を持つ。花は茎頂や葉腋から花軸を出し、その先に付く。色は淡紅色。

## 保護上の位置づけ
生育地である下記の地方公共団体が作成したレッドデータブックに掲載されている。
- 鹿児島県：準絶滅危惧
- 沖縄県：準絶滅危惧